# Кацвайлер
Кацвайлер (нем. Katzweiler) — община в Германии, в земле Рейнланд-Пфальц. 
Входит в состав района Кайзерслаутерн. Подчиняется управлению Оттербах.  Население составляет 1710 человек (на 31 декабря 2010 года). Занимает площадь 9,42 км².